# Historinhas Semanais
Historinhas Semanais foi uma coleção de mini-revistas infantis publicadas no Brasil, que traziam a cada número um pequeno conto ilustrado, e eram publicadas pela Editora Abril. As revistas foram distribuídas no Brasil e em Portugal, nos anos 1950 e 1960.

## Histórico
As Historinhas Semanais foram publicadas pela Editora Abril entre 11 de agosto de 1958 até metade dos anos 1960, e tiveram origem argentina, com a Collecion Bolsillitos. Os contos publicados eram de autores diversos, desde histórias de Walt Disney, até histórias de autores brasileiros, muitos assinados apenas pelo primeiro nome.
Alguns dos exemplos de histórias Disney foram "Dumbo e Talita", em 1959, e "O Patinho Feio", uma adaptação de Disney para o conto de Hans Christian Andersen, também em 1959. As 3 primeiras histórias publicadas pela coleção foram "A Estrêla que caiu do céu", "O Pato Donald" e "Os macaquinhos valentes".

## Características
As Historinhas Semanais continham contos curtos, resumidos, que cabiam em suas 14 páginas, e eram ricas em ilustrações. Algumas apresentavam surpresas: recortes, sobreposições, dobraduras e outras atividades lúdicas, tais como descobrir erros e calcular figuras geométricas.

## Títulos
| - 1 - A Estrêla que Caiu do Céu - 2 - O Pato Donald - 3 - Os Macaquinhos Valentes - 4 - Mickey - 5 - Escaminha e o Velho Polvo - 6 - Lôla e Lolita - 7 - Os Sobrinhos de Donald - 8 - Poti, o Esquilo - 9 - Olivério - 10 - Pinóquio - 11 - A Corrida de Mascote - 12 - A Casa de João Ratinho - 13 - Campainha, o Amigo do Jardim - 14 - Branca de Neve e os 7 Anões - 15 - O presente de Vovô - 16 - Aconteceu às 5 da Tarde - 17 - Mascote, Campeão de Futebol - 18 - Pluto - 19 - Feliz Natal! - 20 - Os Quatro Chapéuzinhos - 21 - Donald a Tôda Velocidade - 22 - O Pintinho Chiribim - 23 - O Tio Pedro - 24 - A Orelha de Bolinha - 25 - O Gatinho Pompom - 26 - O Carnaval dos Bichos - 27 - O Cavalheiro Pluto - 28 - Bichos Para Pintar - 29 - O Patinho Chapinhador - 30 - Aniversário na Mata - 31 - O Coelhinho Tambor - 32 - A Fábrica de Chuva - 33 - O Circo - 34 - Os Esquilos - 35 - Tic! Tac! - 36 - O Coelho Rabinho - 37 - Tóti, o Porquinho - 38 - Os 5 Meses de Pintinhas - 39 - Os Amigos de Cinderela - 40 - Paulinho no Jardim Zoológico - 41 - História de Goti - 42 - A Caminhoneta Teimosa - 43 - Dentinho, o Leãozinho - 44 - O Cãozinho Festival - 45 - O Elefantinho Nagô - 46 - Mickey e o Gigante - 47 - Remendo, o Mágico - 48 - Gur, o Menino das Cavernas - 49 - A Cabritinha sem Nome - 50 - A Escolinha de Patola - 51 - Tambor e Bambi - 52 - Bongo - 53 - Cecéu Não Quer Comer - 54 - O Tigre Zuza - 55 - Ursinho Vai ao Pólo Norte - 56 - O Armário dos 4 Chapéuzinhos - 57 - Quiquiriqui! - 58 - Dumbo e Talita - 59 - O Potrinho Serelepe - 60 - Pato Carteiro Não Estava Zangado - 61 - Donald Cuida de Xuxuca - 62 - Os Anõezinhos - 63 - O Burrinho Pirilampo - 64 - O Castelo Encantado - 65 - O Gato e o Ratinho - 66 - O Macaquinho Chico - 67 - O Gato de Botas - 68 - O Mistério de Cuco - 69 - O Patinho Feio - 70 - Um Grande Amigo do Homem - 71 - Feliz Natal! - 72 - A Histórinha de Bolsinha - 73 - Pedro e o Lobo - 74 - Escaminha e o Pescador - 75 - Tambor e os Sete Anõezinhos - 76 - Os Três Porquinhos - 77 - Na Terra dos Pingüins - 78 - A Princesinha Rosabel - 79 - A Ovelhinha Diana - 80 - Pedrinho, o Pingüim - 81 - O Concurso de Chapéus - 82 - Carnaval Carioca - 83 - A Raposinha Melosa - 84 - A Casinha do Ratinho Timóteo - 85 - A Rainha das Flores - 86 - Pinóquio e a Fada Azul - 87 - Os Elefantes - 88 - Circo Rataplã - 89 - O Caramelo de Mickey - 90 - Os Coelhinhos e o Dia das Mães - 91 - O Palhaço Pimpão - 92 - O Lobinho Contra o Lobão - 93 - Fitinha Aprende a Nadar - 94 - A Alfaiataria de Pituchinho e Pituchinha - 95 - O Automóvel - 96 - Pinóquio na Ilha das Diversões - 97 - Contando e Pintando - 98 - O Formigueiro de Vidro - 99 - As Férias de Lobinho - 100 - Bichinhos Raros - 101 – A História do Pão - 102 - Gigi, a Girafa - 103 - A Lhama Gracinha - 104 - Armando Não Tem Mêdo - 105 - As Moradias do Homem - 106 - A Zêbra Bonita - 107 - Verlioka, o Gigante - 108 - Vamos Pintar a Praia - 109 - Vamos Todos Cirandar - 110 - O Mocinho que Adivinhava - 111 - O Que é? O Que é? - 112 - Os Animais e Seus Filhotes - 113 - O Novelinho Vermelho - 114 - Vamos ao Fundo do Mar - 115 - As Toupeiras São Assim! - 116 - A Farmácia de Pituchinho e Pituchinha - 117 - Lar, Doce Lar de Donald - 118 - O Barbeirinho que Guardou Segredo - 119 - A Foquinha Fifi - 120 - A Floricultura de Pituchinho e Pituchinha - 121 - O Galo Frederico - 122 - Terminaram Mesmo as Aulas? - 123 - As Côres dos Passarinhos - 124 - O Presente de Natal - 125 - O Menino do Cestinho - 126 - A Mestra do Rincão - 127 - Mani, o Burrinho - 128 - Paulinho na Estância - 129 - Há Muito, Muito Tempo - 130 - A Bela Adormecida - 131 - Sultão - 132 - Carnaval na Floresta - 133 - Pipo - 134 - O Irmãozinho de Apolo - 135 - O Mau Humor de Tambor - 136 - As Abelhas - 137 - O Falso Porco-Espinho - 138 - O Coelhinho da Páscoa - 139 - Pipo Procura um Amigo - 140 - O Presente de Aniversário - 141 - A Princesinha Orion - 142 - A Sorveteria de Pituchinho e Pituchinha - 143 - Um Presente para Mamãe - 144 - Aventuras de Belinha - 145 - Mickey e o Gorila - 146 - Remendo Pinta Brinquedos - 147 - As Priminhas Esquilo - 148 - A Torta de Mel - 149 - A Confeitaria de Pituchinha e Pituchinho - 150 - Branca de Neve e os Sete Anões - 151 - As Borboletas - 152 – Que Esquecimento! | - 153 - O Pintorzinho do Circo - 154 - Dumbo - 155 - Nicolino Não Pode Dormir - 156 - As Aventuras de Donald - 157 - Um Galho Para Bibi - 158 - Às Quadrinhas de Dona Gansa - 159 - O Aniversário de Bonequinha - 160 - O Mestre Anãozinho - 161 - Mindinha - 162 - Bambi - 163 - O Porquinhos - 164 - O Navegador Solitário - 165 - Fitinha Dá Uma Lição - 166 - As Casinhas do Miguel - 167 - A Pequena Sardinha - 168 - O Côco que encerrava a Noite - 169 - O Gatinho Cisco - 170 - O Dia em que Miguel se Zangou - 171 - Soneca Faz Anos - 172 - Martinho Vai Pescar - 173 - O Alfaiate Valente - 174 - O Anãozinho e o Tempo - 175 - A Locomotiva 506 - 176 - Natal no Bosque - 177 - Pinóquio e os Brinquedos - 178 - Ursopardo e Ursaparda - 179 - O Burrinho Aladim - 180 - O Vento Quer Brincar - 181 - Tico e Teco - 182 - A Casa do Besourinho - 183 - Eu Sou Eu - 184 - O Pato Pipoca - 185 - Banzé - 186 - O Ferro Mágico - 187 - O Trenzinho de Brinquedo - 188 - O Tesouro de Pluto - 189 - Os Quatro Amigos - 190 - Uma Tarde de Chuva - 191 - Tico e Teco e a Sanfona - 192 - O Rei Leão Sai de Férias - 193 - O Ovo de Páscoa - 194 - O Ratinho Distraido - 195 - A Formiga Encantada - 196 - Ursinho e o Dia das Mães - 197 - Pardal, o Inventor - 198 - Ursinho e o Tira-manchas - 199 - Cascudo e Pio-Pio - 200 - A Princesinha Costureira - 201 - O Menino Que Não Queria Crescer - 203 - O Aniversário de Vovó Donalda - 204 - Tim-Tim o Coelhinho Mágico - 205 - A Girafa Gildinha - 206 - A Gatinha Mimi - 207 - O Segredo de Emilinha - 208 - O Clube dos Passarinhos - 209 - A Lojinha do Coelho Anastácio - 210 - Pinóquio e as Fotografias Mágicas - 211 - Zé Toupeira - 212 - A Família do Seu Silveira - 213 - A Corujinha Clarinda - 214 - Pingue e Pongue - 215 - A Fadinha Que Caiu do Céu - 216 - O Cachorrinho Toquinho - 217 - O Passarinho do Relógio - 218 - O Sítio do Seu José - 219 - A Família do Compadre Urso - 220 - O Cavalinho de Pau - 221 - Que Dia é Hoje? - 222 - O Pirata da Perna de Pau - 223 - O Segredo do Jardim - 224 - O Cirquinho Bagunça - 225 - O Macaquinho Anacleto - 226 - A Viagem de Chong-Li - 227 - Onde é que Estão Minhas Coisas? - 228 - As Travessuras da Bruxinha Dondoca - 229 - A Casa de Papai Noel - 230 - O Presente de Natal - 231 - A Cidadezinha de Papel - 232 - O Ursinho Tongo - 233 - Maricota Vai Passear - 234 - A Papelaria de Pituchinho e Pituchinha - 235 - A Vendinha do Pato Donald - 236 - Os Sapatos do Dentucinho - 237 - Aí Vem o Carnaval - 238 - A Aprendiz de Fada - 239 - Troc, o Anãozinho Feiticeiro - 240 - O Lobão Faz das Suas - 241 - O Palhacinho Pip - 242 - Um Bonde no Espaço - 243 - Primeiro de Abril - 244 - Celestino, o Marinheiro - 245 - A Geometria de Bizu - 246 - O Radinho de Tinoco - 247 - 101 Dálmatas - 248 - Tic, Toc e Tuc - 249 - O Ursinho Sem Sono - 250 - O Soldadinho Fujão - 251 - O Aniversário do Pato Donald - 252 - O Tesouro de Totó - 253 - Cristina - 254 - O Leãozinho - 255 - Vamos ao Parquinho? - 256 - O Pombinho Prêto - 257 - O Convite de Peter Pan - 258 - O Leopardo Que Fugiu do Zoológico - 259 - A Abelhinha Preguiçosa - 260 - Dumbo no Reino das Nuvens - 261 – O Cachorrinho Flip - 262 - O Ursinho Vagaroso - 263 - As Bôlhas do Pardal - 264 - Guaraci, o Indiozinho Guloso - 265 - A Festinha do Tambor - 266 - Giloca - 267 - A Surprêsa de Mickey - 268 - O Baile das Bonecas - 269 - A Família Pom - 270 - Nonô - 271 - Banzé, o Ama-Sêca - 272 - Teatrinho do João Carrapicho - 273 - O Elefantinho Forçudo - 274 - Os Três Desejos do Pateta - 275 - Gustavinho, o Marinheiro - 276 - O Peixinho Comilão - 277 - O Barquinho Chuf Chuf - 278 - As Vitaminas do Lobinho - 279 - O Presépio - 280 - Piquenique - 281 - Co-Co-Ricóóó - 282 - O Vaqueiro Dorminhoco - 283 - Vovó Donalda - Concurso de Bolos - 284 - O Dragão Didi - 285 - Carnaval - 286 - O Elefantinho de Carlinhos - 287 - O Macaquinho Corajoso - 288 - A Bruxa Coroca - 289 - Um Presente para Margarida - 290 - A Casa dos Pardais - 291 - A Fada e o Bruxinho - 292 - A Cartola Mágica - 293 - O Baile das Bruxas - 294 - Folias no Circo - 295 - Uma Surpresa Para Marli - 296 - O Ursinho Comedor de Mel - 297 - Donald, o Mágico Engraçado - 298 - Ceci Vai ao Zoológico - 299 - O Passeio das Surpresas - 300 - Rosinha e o Vento - 301 - O Tesouro de Pedrinho - 302 - O Lobinho Dudu - 303 - A Sereiazinha - 304 - Os 3 Patinhos |

## Histórias e ilustrações
Várias histórias eram de Walt Disney, ou de histórias que Disney adaptara para o cinema, tais como “O Patinho Feio” e “Pinóquio”. O s autores eram identificados apenas por um nome próprio, tal como Beatriz (autora de “O Soldadinho Fujão”, “Sultão”, “A Aprendiz de Fada”, “O Segredo de Emilinha”, “Troc, o Anãozinho Feiticeiro”, entre outors); Ângela (autora de “A Caminhoneta Teimosa”), Nora (autora de “Uma Tarde de Chuva”); Helenita (autora de “O Pombinho Preto”).
As ilustrações também eram identificadas com apenas um nome próprio, tal como Igayara (ilustrou “O Pombinho Preto”); Ruth (ilustrou “Uma Tarde de Chuva”); Horacio (ilustrou “A Caminhoneta Teimosa”, “O Segredo de Emilinha”, “Sultão” e “Troc, o Anãozinho Feiticeiro”); Agi (ilustrou “A Aprendiz de Fada”); Léo (ilustrou “O Soldadinho Fujão”).

## Outras editoras
Mediante o sucesso das revistas, outras editoras lançaram mini-revistas, tais como a Editora Vecchi, que nos anos 1960 lançou inicialmente sua coleção “Fábulas Semanais”, e depois as “Historinhas Infantis”, ambas no mesmo estilo das Historinhas Semanais.